# Żelazko (wieś)
Żelazko – wieś w Polsce, położona w województwie śląskim, w powiecie zawierciańskim, w gminie Ogrodzieniec.
W latach 1975–1998 miejscowość administracyjnie należała do województwa katowickiego.
W 2003 roku w Żelazku odbył się zlot harcerski Eurojam Federacji Skautingu Europejskiego, który zgromadził 9000 uczestników.